# Francisco Carvajal
|  | Per a altres significats, vegeu «Francisco Javier Carvajal Ferrer». |

Francisco Sebastián Carvajal y Gual va néixer a Campeche, Campeche, el 9 de desembre de 1870. Va ser president interí de Mèxic del 15 de juliol al 20 d'agost de 1914. Va morir a la ciutat de Mèxic el 30 de setembre de 1932.
Fou advocat. Durant la revolució de Francisco I. Madero va ser representant del govern de Porfirio Díaz en les conferències de pau de Ciutat Juárez (maig de 1911). Fou ministre de la Suprema Cort de Justícia de la Nació (1906-1912), i va ocupar la presidència de l'alt tribunal el 31 de maig de 1912. A mitjan 1913 José Victoriano Huerta Márquez el va designar Secretari (Ministre) de Relacions Exteriors, i en renunciar el president, segons la llei d'aleshores, es va convertir en president interí. Va intentar, com ho havia fet el 1911a Ciutat Juárez, negociar amb els revolucionaris que avançaven sobre la capital; no obstant això, el cap constitucionalista, Venustiano Carranza, n'exigia la rendició incondicional. Temerós per la seva vida, va cedir la responsabilitat dels acords de pau, la rendició i la seguretat de la ciutat de Mèxic al general Eduardo Iturbide, governador del Districte Federal.